# La filla del rei
La filla del rei (títol original en anglès, The King's Daughter) és una pel·lícula de fantasia d'acció i aventura del 2022 dirigida per Sean McNamara a partir d'un guió de Barry Berman i James Schamus. Està basada en la novel·la de 1997 The Moon and the Sun de Vonda N. McIntyre. La pel·lícula és protagonitzada per Pierce Brosnan com el rei Lluís XIV, Kaya Scodelario com a Marie-Josèphe i Benjamin Walker com a Yves de la Croix. Va ser l'última actuació de William Hurt a la pantalla que es va estrenar abans de la seva mort el març de 2022, encara que no la seva darrera obra cinematogràfica, ja que s'havia rodat vuit anys abans. S'ha doblat i subtitulat al català.
El rodatge principal va començar a principis d'abril de 2014 a Versalles. Després del rodatge de dues setmanes a França, la producció va començar el 23 d'abril a Melbourne. El rodatge va acabar a finals de maig de 2014.
Originalment pensada per ser estrenada l'abril de 2015, la pel·lícula es va retardar tres setmanes abans per completar els efectes de postproducció. Va estar en development hell durant més de cinc anys, fins que els drets de distribució van ser adquirits per Gravitas Ventures, que el va estrenar a les sales el 21 de gener de 2022 amb crítiques negatives.